# Franciscus Johannes Stamkart

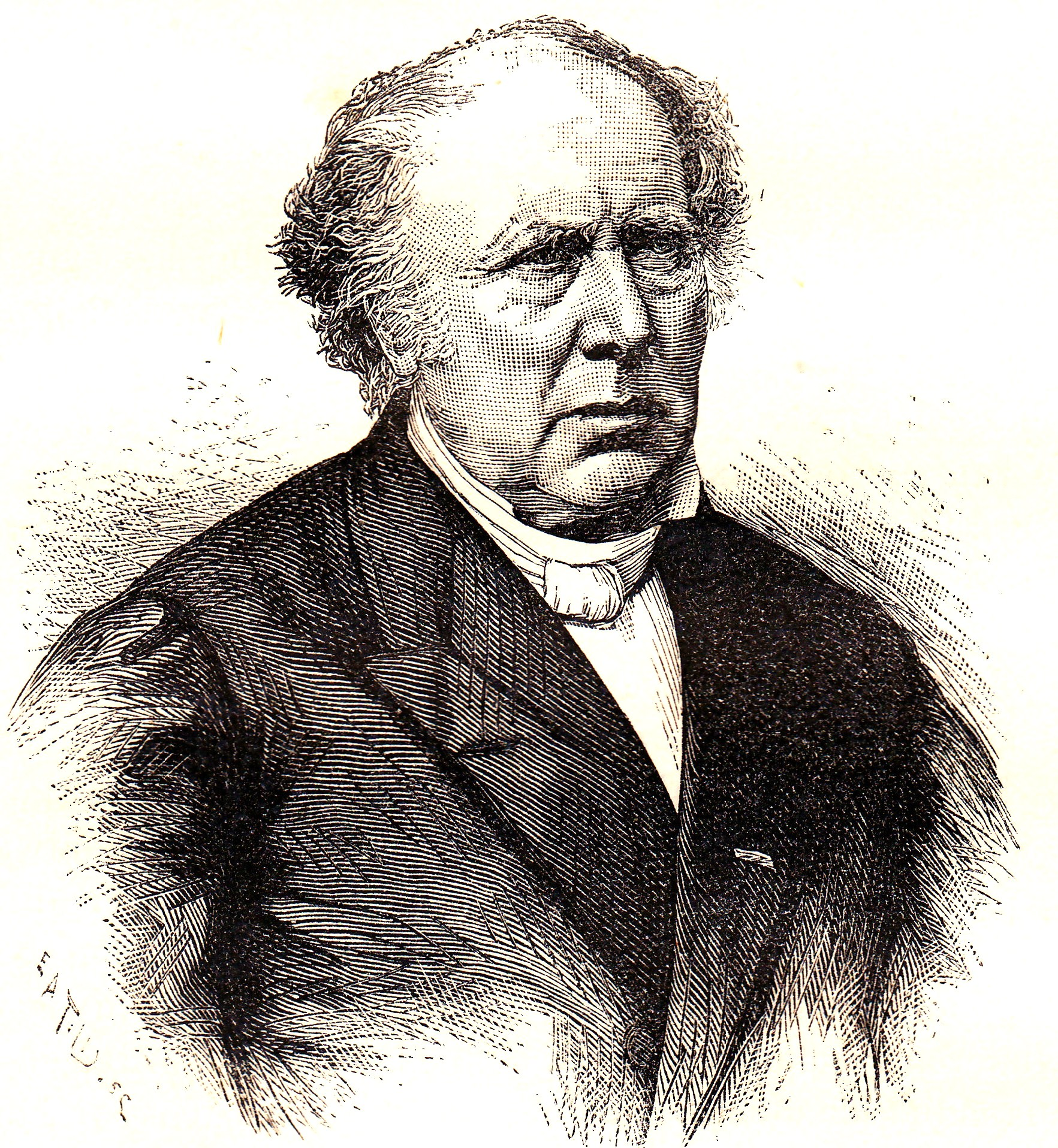
Fransiscus Johannes Stamkart (1805-1882)

Fransiscus Johannes Stamkart (Amsterdam, 25 januari 1805 - aldaar, 15 januari 1882) was een Nederlands wis- en sterrenkundige. Hij was docent in de zeevaartkunde en astronomie in Antwerpen.

## IJkwezen
Op jonge leeftijd werd hij in de sterrenkunde een zeevaartkunde onderwezen door een oom van zijn vriend (J.W. Kaiser) en Latijn door ds. Sartorius. Zijn eerste betrekking was docent in de zeevaartkunde en astronomie in Antwerpen. In 1830 is hij weer naar Nederland getrokken vanwege de Belgische Opstand. Hij werd daardoor in Antwerpen ontslagen In 1833 kreeg hij een aanstelling als ijker in Alkmaar, en twee jaar later in Amsterdam. Hij greep alle problemen van het ijkwezen aan en probeerde daar wiskundige oplossingen voor te verzinnen. Hij heeft dat tot 1867 gedaan. 
Door zijn wetenschappelijke insteek van deze problemen werd hem in 1844 hiervoor een  eredoctoraat aangeboden bij de Universiteit van Leiden. In 1846 mocht hij waarnemingen doen op het observatorium van Felix Merites in Amsterdam. In 1846 was hij lid geworden van het Koninklijk Nederlandsch Instituut van Wetenschappen, de voorganger van de Koninklijke Nederlandse Akademie van Wetenschappen. 
In die tijd verdiende hij naast zijn betrekking als ijker ook door les te geven op de Handelsschool. 

## Uitvindingen
Hij ontwierp een aantal zeer vernuftige toestellen om aan boord horizontale en verticale intensiteit van de magneetkracht te bepalen, maar deze apparaten waren niet praktisch voor gebruik aan boord. Hij heeft in die periode een groot aantal publicaties gemaakt over zeevaartkundige onderwerpen, die maakten dat hij in 1857 commissaris van de Kweekschool voor zeevaartkunde in Amsterdam werd.

## Delft
In 1867 werd hij benoemd tot hoogleraar aan de Polytechnische School in Delft voor het onderwijs in de zuivere en toegepaste wiskunde. Later kwam daar ook het onderwijs in het ijkwezen bij. 
Kort na zijn aanstelling kreeg hij ook de opdracht om een basismeting van de Haarlemmermeerpolder uit te voeren en de driehoeksmeting in Nederland ten behoeve van de Europese graadmeting. Hij gebruikte hiervoor het basisinstrument van Johann Adolf Repsold uit Hamburg (dat eigenlijk voor gebruik in Nederlands-Indië bestemd was) maar dat bleek een zeer arbeidsintensieve en vermoeiende bezigheid te zijn. Tot zijn dood is hij hiermee bezig geweest. 
In 1878 heft hij ontslag gevraagd oor zijn functie als hoogleraar in Delft.  

## Metrologie
Alhoewel in 1799 de meter en het kilogram al gedefinieerd waren, waren deze nog niet overal ingevoerd, en vaak ook niet goed gedefinieerd. Daarom werd in 1875 het permanent Internationaal Bureau voor Maten en Gewichten (Bureau international des poids et mesures) opgericht in Sèvres. Als voorbereiding daarop was er een internationale conferentie, waarbij Stamkart een van de Nederlandse vertegenwoordigers was. Daarna heeft hij ook gewerkt aan de vergelijking van de standaard meter in Sèvres met de Nederlandse standaardmeter. Ook na zijn pensionering is hij blijven werken aan de graadmeting in Nederland en werd hij voorzitter van de Rijkscommissie voor graadmeting en waterpassing (1879). Hij is toen weer naar Amsterdam verhuisd.  
Kort voor zijn dood schreef hij nog verhandelingen over de geschiedenis van het telraam.   

## Privé
Hei was de zoon van Jan Hendrik Stamkart, een boekhouder in Amsterdam, en Martijntje Maia Hoogveld. Hij is op 24 april 1828 in Amsterdam getrouwd met Carolina Gabriëlla de Bock uit Weesp. Hij kreeg drie zoons en een dochter, de dochter is als baby overleden, en ook een van zijn zoons is vrij jong overleden. De oudste zoon is gepromoveerd in de Oosterse talen, de jongste was horlogemaker. 
- Biografisch Portaal: 06274197
- Gemeinsame Normdatei: 117730807
- International Standard Name Identifier: 0000 0000 1371 9429
- Virtual International Authority File: 32781428
- WorldCat: E39PBJc7YXd4dGYthkfQK48KVC